# Thongsing Thammavong
Thongsing Thammavong, född 12 april 1944 i Xoneneua i Laos, är en laotisk politiker. Han var landets premiärminister mellan den 23 december 2010 och 20 april 2016. Han gick med i Laotiska revolutionära folkpartiet, LPRP den 12 juli 1967 och har varit medlem i LPRP:s politbyrå sedan 1991. Han sitter i Laos nationalförsamling, där han representerar provinsen Louang Prabang. Mellan 2006 och 2010 var han president för Laos nationalförsamling.